# Ocell ombrel·la collnú
La ocell ombrel·la collnú (Cephalopterus glabricollis) és un ocell de la família dels cotíngids (Cotingidae).

## Hàbitat i distribució
Viu a la selva pluvial de les terres altes de Costa Rica i oest de Panamà, baixant a cotes més baixes fora de l'època de cria.